# G.711
G.711 es un estándar de la ITU-T para la codificación de audio. Este estándar es usado principalmente en telefonía, y fue liberado para su uso en el año 1972.
G.711 es un estándar de codificación digital para representar una señal de audio en frecuencias de la voz humana, mediante palabras de 8 bits de resolución, con una tasa de 8000 muestras por segundo. Por tanto, el codificador G.711 proporciona un flujo de datos de 64 Kbit/s.
Para conseguir una relación señal a ruido optimizada para señales de voz humana, se utiliza un método de compresión antes de codificar la señal (la compresión en nivel no debe ser confundida con la compresión de datos digitales). Para este estándar existen dos métodos principales, el µ-law, usado en Estados Unidos, Canadá, México  y Japón y el A-law (usado en Europa y el resto del mundo). Ambos métodos tienen una curva basada en perfiles logarítmicos, pero el A-law fue específicamente diseñado para ser implementado con facilidad por métodos digitales.
Cuando la señal es decodificada en el receptor se realiza la operación inversa, es decir, una expansión, para así recuperar la señal original.
El estándar también define un código para secuencia de repetición de valores, el cual define el nivel de potencia de 0 dB.